# Ían Vouyoúkas
Ían Vouyoúkas (en grec : Ίαν Βουγιούκας, également transcrit Ian Vougioukas), né le 31 mai 1985 à Londres, en Grande-Bretagne, est un joueur greco-britannique de basket-ball, évoluant au poste de pivot. 

## Carrière
Vougioukas fait ses études universitaires aux États-Unis, en NCAA, dans l'équipe universitaire des Billikens de l'université de Saint-Louis entre 2003 et 2007.
En 2010, il rejoint le Panathinaïkos, un des deux plus importants club grec. Vougioukas remporte l'Euroligue 2010-2011 et le championnat grec en 2011. En 2012, il remporte la coupe nationale.
Vougioukas part ensuite jouer en Russie avec l'UNICS Kazan. Il atteint la finale de l'EuroCoupe 2013-2014.
En septembre 2014, Vougioukas rejoint Galatasaray, club turc de première division où il signe un contrat d'un an.
Vougioukas revient au Panathinaïkos en juillet 2017. En juillet 2020, le Panathinaïkos et Vougioukas rompent le contrat qui les unit mais dès septembre, un nouveau contrat d'une saison est signé entre les deux parties.

## Palmarès
- Champion de Grèce 2018, 2019, 2020, 2021
- Vainqueur de la Coupe de Grèce 2012, 2019, 2021